# Río Paloma
Río Paloma är en ort i Mexiko.   Den ligger i kommunen Santa María Tepantlali och delstaten Oaxaca, i den sydöstra delen av landet, 400 km sydost om huvudstaden Mexico City. Río Paloma ligger 1 404 meter över havet och antalet invånare är 128.
Terrängen runt Río Paloma är kuperad söderut, men norrut är den bergig. Runt Río Paloma är det glesbefolkat, med 10 invånare per kvadratkilometer. Närmaste större samhälle är San Juan Juquila, 9,1 km sydost om Río Paloma. I omgivningarna runt Río Paloma växer i huvudsak städsegrön lövskog.